# Киртожабене
Киртожа́бене (болг. Къртожабене) — село в Плевенській області Болгарії. Входить до складу общини Плевен.

## Населення
За даними перепису населення 2011 року у селі проживали 113 осіб, з них 107 осіб (97,3%) — болгари.
Розподіл населення за віком у 2011 році:
Динаміка населення: